# دنیل پلازا
دنیل پلازا (اسپانیایی: Daniel Plaza‎؛ زادهٔ ۳ ژوئیهٔ ۱۹۶۶) دونده دو پیاده‌روی سرعت اهل اسپانیا است.
از افتخارات وی میتوان به کسب مدال طلا دو پیاده‌روی سرعت ۲۰ کیلومتر در بازی‌های المپیک تابستانی ۱۹۹۲ اشاره کرد